# 1月24日
1月24日（いちがつにじゅうよっか）は、グレゴリオ暦で年始から24日目に当たり、年末まであと341日（閏年では342日）ある。

## できごと
- 41年 - ローマ帝国第3代皇帝カリグラがカッシウス・カエレア（英語版）率いる親衛隊将校により暗殺される。クラウディウスが第4代皇帝に即位。
- 1336年（正慶4年/建武2年12月11日） - 箱根・竹ノ下の戦いで 足利尊氏が建武新政府に反旗を翻す。
- 1392年（明徳2年/元中8年12月30日） - 明徳の乱が終結する。
- 1679年 - イギリス王チャールズ2世がイングランド議会を解散。
- 1742年 - カール7世が神聖ローマ皇帝に即位。
- 1776年 - アメリカ独立戦争: 大陸軍が英軍のニューヨーク・タイコンデロガ砦から奪った59基の大砲と迫撃砲を、56日かけてボストンへ輸送。
- 1813年 - ロンドンでフィルハーモニック協会発足。
- 1842年（天保12年12月13日） - 江戸幕府が株仲間解散令を発布する。
- 1848年 - カリフォルニアのアメリカン川（英語版）河底で砂金が発見される。カリフォルニア・ゴールドラッシュの始まり。
- 1859年 - アレクサンドル・ヨアン・クザがワラキア、モルダヴィア両公国の公に即位。1862年に両国を統一してルーマニア公国とする。
- 1862年 - ブカレストがルーマニアの首都になる。
- 1878年 - 東京目黒に駒場農学校が開校。東京大学農学部[1]、東京農工大学農学部、筑波大学生命環境学群生物資源学類の前身となる学校で、跡地の一部が駒場野公園になっている。
- 1911年 - 大逆事件: 明治天皇の暗殺計画容疑で検挙された幸徳秋水ら11名の処刑が行われる。
- 1915年 - 第一次世界大戦: ドッガー・バンク海戦。
- 1915年 - テキサス州でサンディエゴ計画が発覚。
- 1918年 - ロシアの人民委員会議が、同年2月1日からグレゴリオ暦を導入することを決定。
- 1924年 - ソ連のサンクトペテルブルクがレニングラードに改称。
- 1926年 - 岩手県久慈町で大火、住家224戸を含む440戸が全焼[2]。
- 1927年 - 東京地方で気象台開設以来の寒波。
- 1936年 - のちに近畿日本鉄道の一部となる関西急行電鉄設立。
- 1942年 - 第二次世界大戦・南方作戦: バリクパパン沖海戦。
- 1951年 - 八海事件。
- 1960年 - 民主社会党結成大会。
- 1963年 - ミュンヘンでブルックナー「交響曲第8番」の歴史的なコンサートが開催される。
- 1969年 - 美濃部亮吉東京都知事が東京都の公営ギャンブル全廃を発表。
- 1971年 - グループ・サウンズ「ザ・タイガース」が日本武道館において解散コンサート。グループサウンズブームの終わりを象徴する。
- 1972年 - 歩兵第38連隊陸軍伍長としてグアム島に派遣され、戦死扱いになっていた横井庄一が、地元住民によって発見される。
- 1975年 - ザ・ケルン・コンサート。
- 1978年 - ソ連の原子力軍事衛星・コスモス954号がカナダ北西部に落下。
- 1984年 - Apple ComputerからMacintoshが発売される。
- 1986年 - 無人宇宙探査機「ボイジャー2号」が天王星に最接近[3]。
- 1989年 - シリアルキラーテッド・バンディの処刑が執行される。
- 1990年 - 文部省宇宙科学研究所が工学実験探査機「ひてん」を打上げ。
- 1994年 - 郵便料金を値上げ。
- 1995年 - 歌手の長渕剛が大麻取締法違反で逮捕される。
- 2000年 - 超党派野党、参議院に選択的夫婦別姓制度を求める民法改正案を提出。
- 2006年 - 陸域観測技術衛星だいちがH-IIAロケット8号機で打ち上げ。
- 2011年 - ロシア・ドモジェドヴォ空港で自爆テロ事件が発生。35人が死亡し、約180人が負傷[4]。
- 2016年 - 沖縄県名護市でみぞれを観測。みぞれは観測上「雪」と扱うため、沖縄本島で初めて雪が観測されたことになった。奄美市で115年ぶりに雪が観測され、長崎市では110年の観測で最多となる17cmの積雪が観測された[5][6]。
- 2019年 - 富山市池多駐在所襲撃事件発生。大学生が拳銃の奪取を目的に駐在所を襲撃するも取り押さえられる。警官1人が負傷[7]。
- 2025年 - アメリカ内務省がメキシコ湾を「アメリカ湾」に改称、アラスカ州の北米最高峰のデナリを旧称のマッキンリーに戻すと発表。

## 誕生日

### 人物
- 76年 - ハドリアヌス、ローマ皇帝（+ 138年）
- 1619年（元和4年12月9日） - 山崎闇斎、儒者、神道家（+ 1682年）
- 1705年 - ファリネッリ、カストラート歌手（+ 1782年）
- 1712年 - フリードリヒ2世（大王）、第3代プロイセン国王、フルート演奏家、作曲家（+ 1786年）
- 1715年（正徳4年12月19日） - 大久保忠興、第4代小田原藩主（+ 1764年）
- 1732年 - カロン・ド・ボーマルシェ、劇作家（+ 1799年）
- 1746年 - グスタフ3世、スウェーデン王（+ 1792年）
- 1756年（宝暦5年12月23日） - 酒井忠以、第2代姫路藩主（+ 1790年）
- 1770年（明和6年12月28日） - 宇田川玄真、蘭方医（+ 1835年）
- 1776年 - エルンスト・ホフマン、小説家、作曲家、画家（+ 1822年）
- 1813年（文化9年12月22日） - 内藤信親、第7代村上藩主（+ 1874年）
- 1848年 - ワシーリー・スリコフ、画家（+ 1916年）
- 1864年 - イズレイル・ザングウィル、作家（+ 1926年）
- 1868年（慶応3年12月30日） - 斎藤緑雨、小説家、評論家（+ 1904年）
- 1874年 - 芳沢謙吉、外交官（+ 1965年）
- 1877年 - 小原直、検察官（+ 1967年）
- 1882年 - ハロルド・バブコック、天文学者（+ 1968年）
- 1883年 - 松村謙三、政治家（+ 1971年）
- 1888年 - エルンスト・ハインケル、飛行機設計者（+ 1958年）
- 1888年 - ヴィッキイ・バウム、作家（+ 1960年）
- 1888年 - 直木松太郎、野球スコアブック考案者（+ 1947年）
- 1895年 - オイゲン・ロート、詩人（+ 1976年）
- 1900年 - 小林ハル、最後の長岡瞽女、人間国宝（+ 2005年）
- 1901年 - 朝井閑右衛門、洋画家（＋ 1983年）
- 1902年 - 五所平之助、映画監督（+ 1981年）
- 1904年 - 小泉純也、政治家（+ 1969年）
- 1917年 - アーネスト・ボーグナイン、俳優（+ 2012年）
- 1925年 - マリア・トールチーフ、バレエダンサー（+ 2013年）
- 1927年 - 江川卓、ロシア文学者（+ 2001年）
- 1928年 - デズモンド・モリス、動物学者
- 1931年 - 梶本淑子、被爆者、被爆体験伝承者
- 1933年 - 宇波彰、哲学者、文芸・芸術評論家（+ 2021年）
- 1934年 - 野口修、実業家（+ 2016年）
- 1935年 - ティーチャ[8]、お笑いタレント（めいどのみやげ）（+ 2023年）
- 1935年 - 西田稔、プロ野球選手（+ 1994年）
- 1936年 - 市原悦子、女優（+ 2019年）
- 1936年 - 野際陽子、女優、アナウンサー（+ 2017年）
- 1937年 - 松野春樹、官僚（+ 2008年）
- 1938年 - 木村守男、政治家（+ 2023年）
- 1939年 - ホゼ・アグエイアス、ニューエイジ思想家（+ 2011年）
- 1941年 - アーロン・ネヴィル、R&Bシンガー（ネヴィル・ブラザーズ）
- 1941年 - ニール・ダイアモンド、シンガーソングライター
- 1941年 - 浦西美治、元プロ野球選手
- 1942年 - 熊﨑勝彦、弁護士（+ 2022年）
- 1943年 - シャロン・テート、女優（+ 1969年）
- 1944年 - 片岡五郎、俳優
- 1945年 - 木村晋介、弁護士
- 1945年 - 川端達夫、政治家
- 1946年 - 松倉悦郎、僧侶、元アナウンサー
- 1947年 - ウォーレン・ジヴォン、シンガーソングライター（+ 2003年）
- 1947年 - ミチオ・カク、理論物理学者、作家
- 1947年 - 尾崎将司、プロゴルファー、元プロ野球選手
- 1947年 - 大森庸雄、音楽評論家、ラジオパーソナリティ
- 1947年 - 桜井昌司、社会運動家（+ 2023年）
- 1948年 - 里中満智子、漫画家
- 1948年 - 鴨川清、元プロ野球選手
- 1949年 - 吉田理保子、元声優
- 1950年 - ジュディ・オング、歌手、女優、画家
- 1951年 - 五輪真弓、シンガーソングライター
- 1953年 - 文在寅、政治家、第19代韓国大統領
- 1956年 - 渡辺正行、コメディアン
- 1957年 - 段田安則、俳優
- 1957年 - 金森栄治、元プロ野球選手
- 1958年 - 永田昌弘、元野球選手
- 1958年 - 山本一太、政治家
- 1959年 - 前田日明、元プロレスラー
- 1959年 - ミシェル・プロドーム、元サッカー選手、指導者
- 1960年 - 秋元奈美、漫画家
- 1961年 - 維新力浩司、元大相撲力士、プロレスラー
- 1961年 - ギド・ブッフバルト、元サッカー選手、指導者
- 1961年 - ナスターシャ・キンスキー、女優
- 1963年 - 岩井俊二、映画監督
- 1964年 - 木下ほうか、俳優
- 1964年 - 渡辺めぐみ、女優、タレント
- 1965年 - 小島裕史、警察官僚
- 1965年 - 広石武彦、ミュージシャン、作曲家
- 1965年 - 山口かつみ、漫画家
- 1966年 - 大張正己、アニメーター
- 1966年 - ジュリー・ドレフュス、女優
- 1966年 - 吉井憲治、元野球選手
- 1967年 - 川村結花、シンガーソングライター
- 1967年 - 樋口豊、ミュージシャン（BUCK-TICK）
- 1967年 - 斉藤直哉、元プロ野球選手
- 1968年 - 林葉直子、小説家、女流棋士
- 1968年 - メアリー・ルー・レットン、体操選手
- 1968年 - 風岡尚幸、元プロ野球選手
- 1969年 - 風野春樹、精神科医、書評家
- 1971年 - コリー・ベイリー、元プロ野球選手
- 1971年 - 南佳也、AV男優
- 1972年 - 朝海ひかる、女優、元宝塚歌劇団雪組
- 1972年 - 久保純子、アナウンサー
- 1972年 - 水田直志、ゲーム音楽作曲家
- 1973年 - 松岡正樹、元プロ野球選手
- 1974年 - 桜井堅一朗、元アナウンサー（+ 2021年）
- 1974年 - クリスティ・サージアント、フィギュアスケート選手
- 1975年 - 宮内知美、タレント
- 1975年 - 矢野正之、元プロ野球選手
- 1975年 - 高橋顕法、元プロ野球選手
- 1976年 - 永島千佳世、プロレスラー
- 1976年 - 長井龍雪、アニメーション監督
- 1976年 - シェイ＝リーン・ボーン、元フィギュアスケート選手
- 1977年 - 久保田智子、元アナウンサー
- 1977年 - 喜多建介、ミュージシャン（ASIAN KUNG-FU GENERATION）
- 1978年 - 宮原永海、声優
- 1978年 - ジャンカルロ・アルバラード、元プロ野球選手
- 1978年 - 明神智和、元サッカー選手
- 1979年 - 土屋晴乃、フリーアナウンサー、シネマコメンテーター、タレント
- 1979年 - 北沢まりあ、実業家、元タレント、元女優（元VENUS）
- 1980年 - 藤原岬、ヴォーカリスト、ラジオDJ
- 1982年 - ロッカクアヤコ、現代美術家
- 1983年 - ショーン・マロニー、サッカー選手
- 1984年 - 大島由香里、アナウンサー
- 1984年 - スコット・カズミアー、プロ野球選手
- 1984年 - 安藤悠美、レースクイーン、タレント
- 1984年 - 枢やな、漫画家
- 1985年 - 伊藤友樹、俳優
- 1985年 - 金井あや、女優、元グラビアアイドル
- 1985年 - 杉山浩太、元サッカー選手
- 1986年 - 水谷百輔、元俳優
- 1987年 - ベン・グエズ、プロ野球選手
- 1987年 - ルイス・スアレス、サッカー選手
- 1987年 - 杜野まこ、タレント、声優
- 1987年 - 赤井沙希、ファッションモデル、プロレスラー
- 1987年 - 渡航、ライトノベル作家
- 1987年 - 伊藤祐輝、俳優
- 1988年 - 手嶋ゆか、元ファッションモデル
- 1989年 - 鞏立姣、陸上競技選手
- 1989年 - 寺門仁美、元タレント、元声優
- 1989年 - 土井健大、元プロ野球選手
- 1989年 - 中西優香[9]、タレント（元SKE48）
- 1989年 - ホセ・キンタナ、プロ野球選手
- 1989年 - 奇誠庸、サッカー選手
- 1990年 - 阿部真央、シンガーソングライター
- 1990年 - 入江陵介、水泳選手
- 1990年 - 金子絢香、プロゴルファー
- 1990年 - ミッチェル・イスラム、元アイスダンス選手
- 1991年 - エニー・ロメロ、プロ野球選手
- 1991年 - GIRIBOY、ラッパー
- 1991年 - 雄大、キックボクサー
- 1992年 - 白水萌生、俳優
- 1992年 - 嘉山未紗、声優
- 1993年 - 薄幸、お笑いタレント（納言）
- 1994年 - なかむら★しゅん、お笑い芸人（9番街レトロ）
- 1995年 - 和久井優、女優、声優
- 1995年 - 吉川峻平、元プロ野球選手
- 1996年 - 西村佳奈美、プロテニスプレーヤー
- 1998年 - 伊藤千由李、アイドル（元TEAM SHACHI）
- 1998年 - 神志那結衣、アイドル（元HKT48）
- 1998年 - 松田鈴英、ゴルファー
- 1998年 - 脇あかり、歌手（元東京パフォーマンスドール）
- 1998年 - 一村すみれ、声優、女優
- 1999年 - 市川理矩、俳優
- 2000年 - 田中偉登、俳優
- 2000年 - 華山志歩、アイドル（元3B junior、元はちみつロケット）
- 2000年 - 湯浅大、プロ野球選手
- 2001年 - 門脇誠、プロ野球選手
- 2002年 - 田中雅功[10]、歌手、俳優
- 2004年 - 勝又春、アイドル（櫻坂46）
- 2004年 - 黒田将矢、プロ野球選手
- 2006年 - 目黒陽色、アイドル（櫻坂46）
- 生年不明 - ナナ・ドロップ・ビジュー、アイドル（元純情のアフィリア）
- 生年不明 - 石黒千尋、声優
- 生年不明 - 川鍋雅樹、声優
- 生年不明 - 榛野なな恵、漫画家
- 生年不明 - 樋野まつり、漫画家
- 生年不明 - 浅梨なおこ、音響作家

### 人物以外（動物など）
- 2016年 - グランアレグリア、競走馬

## 忌日

### 人物
- 41年 - カリグラ、第3代ローマ皇帝（* 12年）
- 1336年 - アルフォンソ4世、アラゴン王（* 1299年）
- 1349年 - ルキーノ・ヴィスコンティ、ミラノの僭主（* 1287年頃）
- 1473年 - コンラート・パウマン、作曲家（* 1404年）
- 1525年 - フランチャビージオ、画家（* 1482年）
- 1595年 - フェルディナント2世、オーストリア大公、チロルの君主（* 1529年）
- 1622年（元和7年12月13日） - 織田長益（有楽斎）、戦国武将、有楽流茶道創始者（* 1547年）
- 1766年 (明和2年12月14日 - 丹羽高庸、第9代二本松藩主 (* 1730年)
- 1780年（安永8年12月18日） - 平賀源内、本草学者、作家、発明家、洋画家（* 1728年）
- 1814年 - ウィリアム・ヒース、アメリカ独立戦争期の大陸軍少将（* 1737年）
- 1814年（文化10年12月4日） - 尾藤二洲、儒学者（* 1745年）
- 1824年 - エルコール・コンサルヴィ、カトリック教会枢機卿（* 1757年）
- 1852年 - イーサン・ブラウン、オハイオ州知事（* 1776年）
- 1852年 - ヤーン・コラール、詩人、思想家（* 1793年）
- 1864年 - ジョン・ピーター・リチャードソン (2世)、サウスカロライナ州知事（* 1801年）
- 1872年 - ウィリアム・ウェッブ・エリス、ラグビーフットボール考案者（* 1806年）
- 1883年 - フリードリッヒ・フォン・フロトー、作曲家（* 1812年）
- 1895年 - ランドルフ・チャーチル卿、イギリス大蔵大臣（* 1849年）
- 1891年 - 宗諄女王、皇族（* 1817年）
- 1901年 - 伊藤圭介、理学博士、男爵（* 1803年）
- 1911年 - 幸徳秋水、思想家（* 1871年）
- 1920年 - アメデオ・モディリアーニ、画家（* 1884年）
- 1924年 - マリー＝アデライド、ルクセンブルク大公（* 1894年）
- 1929年 - ウィルフレッド・バデリー、テニス選手（* 1872年）
- 1937年 - 森永太一郎、実業家・森永西洋菓子製造所（現・森永製菓）創業者（* 1865年）
- 1938年 - ジム・マトリー、メジャーリーグ監督（* 1851年）
- 1941年 - トミー・ボンド、プロ野球選手（* 1856年）
- 1944年 - 浅沼誉夫、プロ野球監督（* 1891年）
- 1953年 - ベン・テイラー、プロ野球選手（* 1888年）
- 1960年 - 火野葦平、小説家（* 1907年）
- 1960年 - エドヴィン・フィッシャー、ピアニスト（* 1886年）
- 1962年 - アンドレ・ロート、画家（* 1885年）
- 1963年 - 東恩納寛惇、歴史学者（* 1882年）
- 1965年 - ウィンストン・チャーチル、政治家、イギリス首相（* 1874年）
- 1966年 - ホーミ・J・バーバー、物理学者（* 1909年）
- 1971年 - 山崎元幹、南満洲鉄道総裁（* 1889年）
- 1971年 - ビル・ウィルソン、アルコホーリクス・アノニマス共同創設者（* 1895年）
- 1971年 - アルビン・R・カーン、生物学者、ボクシングコーチ（* 1892年）
- 1973年 - 樋口静雄、歌手（* 1911年）
- 1983年 - ジョージ・キューカー、映画監督（* 1899年）
- 1983年 - ジョルジュ・ビドー、フランス首相（* 1899年）
- 1986年 - L・ロン・ハバード、作家、サイエントロジー創始者（* 1911年）
- 1986年 - フローラ・ハイマン、バレーボール選手（* 1954年）
- 1987年 - 金倉円照、インド哲学者（* 1896年）
- 1988年 - 田口秋魚、画家（* 1903年）
- 1989年 - テッド・バンディ、連続殺人犯（* 1946年）
- 1991年 - ジャック・シェーファー、小説家（* 1907年）
- 1993年 - サーグッド・マーシャル、アメリカ最高裁判所判事（* 1908年）
- 1994年 - 杉浦竜太郎、元プロ野球選手（* 1923年）
- 1996年 - 山口清吾、武道家（* 1924年）
- 2002年 - イーゴリ・キプニス、チェンバロ、フォルテピアニスト（* 1930年）
- 2003年 - ジャンニ・アニェッリ、実業家（* 1921年）
- 2003年 - 高橋俊昌、漫画編集者、『週刊少年ジャンプ』第7代編集長（* 1958年）
- 2004年 - レオニダス・ダ・シルバ、サッカー選手（* 1913年）
- 2006年 - クリス・ペン、俳優（* 1965年）
- 2006年 - ニコラス・シャックルトン、地質学者、気象学者（* 1937年）
- 2007年 - エミリアーノ・メルカド・デル・トロ、長寿世界一のプエルトリコ男性（* 1891年）
- 2007年 - クリスティーナ・フェルドマン、女優（* 1920年）
- 2007年 - ヴォルフガング・イーザー、英文学者、美学者（* 1926年）
- 2007年 - ジャン＝フランソワ・ドニオー、フランスの外交官、政治家、小説家（* 1928年）
- 2007年 - 安田章、国語学者（* 1933年）
- 2015年 - オットー・カリウス、ドイツ国防軍の元戦車兵エース、薬剤師（* 1922年）
- 2015年 - トーラー・クランストン、フィギュアスケート選手、芸術家（* 1949年）
- 2016年 - マービン・ミンスキー[11]、コンピュータ科学者（* 1927年）
- 2018年 - 上月左知子[12]、女優（* 1930年）
- 2018年 - ジャック・ケッチャム[13]、小説家（* 1946年）
- 2023年 - 門田博光、プロ野球選手（* 1948年）
- 2025年 - 古賀元博、柔道選手（* 1965年）

### 人物以外（動物など）
- 2020年 - サクラローレル、競走馬（* 1991年）

## 記念日・年中行事
- 金の日／ゴールドラッシュデー
1848年のこの日、アメリカのカリフォルニア州で金の粒が発見された。この噂が広まり、一攫千金を求めて沢山の人たちが集まるカリフォルニア・ゴールドラッシュとなった。
- ボーイスカウト創立記念日
1908年のこの日、ロバート・ベーデン・パウエルがボーイスカウト英国本部を設立した[14]。
- 全国学校給食週間（ 日本、1月30日まで）
学校給食が東京都・神奈川県・千葉県で1946年12月24日に再開されたことを記念して制定。12月24日が冬休みのため、1か月ずらした1月24日からとした。
- 法律扶助の日（ 日本）
法律扶助とは、経済的理由で民事裁判を受けられない人のために費用を立て替える制度で、1952年（昭和27年）1月24日に設立された財団法人法律扶助協会が行なっている。1993年、同協会が設立日を「法律扶助の日」として制定した[15]。
- 結祝フィナンシェの日（ 日本）
株式会社ギブミーファイブが制定。フランス語で「金融家」「お金持ち」といった意味を持つ「フィナンシェ」の認知度を上げることが目的。日付は、「フィナンシェ」の色や形が金塊に似ていることから、ゴールドラッシュの引き金になったと言われる1848年１月24日にちなむ。
- アラシタの祭
ボリビアのラパスで行なわれるミニチュア品の市場。